# C/1874 H1
 C/1874 H1 (również kometa Coggia) – kometa długookresowa, którą można było obserwować gołym okiem w 1874 roku. Prawdopodobnie wróci w okolice Słońca.

## Odkrycie i obserwacje komety
Kometę zaobserwował po raz pierwszy 17 kwietnia 1874 roku Jérôme Eugène Coggia. 9 lipca tegoż roku przeszła ona przez peryhelium swej orbity.

## Orbita komety
C/1874 H1 porusza się po orbicie w kształcie bardzo wydłużonej elipsy o mimośrodzie 0,999. Peryhelium znajdowało się w odległości 0,68 j.a. od Słońca. Nachylenie jej orbity do ekliptyki wynosi 66,3˚.